# Aserbajdsjans Nationale Kunstmuseum
Aserbajdsjans Nationale Kunstmuseum (aserbajdsjansk: Azərbaycan Milli İncəsənət Muzeyi) er det største kunstmuseum i Aserbajdsjan. Det blev grundlagt i 1936 i Baku og blev i 1943 opkaldt efter Rustam Mustafayev, [1] en fremtrædende Aserbajdsjansk scenisk designer og teaterkunstner. Museet består af to bygninger, der står ved siden af hinanden. Museets samlede samling inkluderer over 15.000 kunstværker. Der er over 3.000 genstande i 60 rum i den permanente udstilling. Cirka 12.000 genstande opbevares på lagre. Museet ændrer udstillingerne med jævne mellemrum, så flere af disse kunstværker midlertidigt kan vises. For tiden ligger museet på 2 bygninger, der blev bygget i det 19. århundrede.

## Historie
I 1936 besluttede Folkekommissærernes råd i Aserbajdsjans SSR at udskille kunstafdelingen fra det aserbajdsjanske statsmuseum og organisere det som et uafhængigt museum. Ekspeditioner gav museet dets første udstillingsgenstande. Derudover blev andre kunstværker købt. Åbningsceremonien for museets første udstilling blev arrangeret i 1937, og i 1951 blev bygning af museet erstattet med en ny bygning i stedet for den i barokstil, De Bour-palæet, der var blevet bygget i slutningen af 1800-tallet.
I 2006 blev bygningen grundigt ombygget, og åbningen af en ny udstilling fandt sted i 2009. I 2011 blev museet erklæret for at være af den første, der opfylder internationale standarder og kriterier efter European Museum Standard (EUMS) alt efter hvad der var relevant for et museum og indebærer museumstjenester af høj kvalitet og erhvervserfaring; dette skete ved enstemmig beslutning truffet af Rådet for Det Europæiske Økonomiske Handelskammer, Handel og Industri (EEIG) i Bruxelles.
Der er cirka 9.000 videnskabelige bøger og monografier, kataloger, albummer og anden faglitteratur i museets bibliotek. Der er også en samling af sjældne og gamle bøger og publikationer.
Udstillinger, der er bevaret i Aserbajdsjans Nationale Kunstmuseums samlinger, inkluderer antikke kunstværker, der stammer fra det 4. århundrede f.Kr. Keramiske skåle dekoreret med arkaisk ornamentik fundet i Nakhitjevan, Mingachevir, Füzuli og Khanlar (nu Goy-gol), dekorative lamper og glaserede fliser fra Seljuq-perioden, dele af friserne i Bayil-slottet fra det 13. århundrede, kister fra det 14. til det 18. århundrede fundet i Absheron og Shamakhi; fine manuskripter om Koranen og bøger fra 1500-tallet om astrologi, originale Tabriz-miniaturer fra 17. til 18. århundrede i tempera, guldvand og akvarel, værker af de berømte kunstnere Mir Mohsun Navvab, Mirza Qadim Irevani, Usta Qambar Qarabaghini, af de første professionelle kunstnere i Aserbajdsjan og af samtidige kunstnere. På museet opbevares kunstneriske metalgenstande fra 1500- og 1600-tallet og prøver af originalt stof, broderi, nationaldragter samt tæpper og smykker fra 17.-20. århundrede. Desuden er samlinger af nationale skatte, eksempler på statuer, billedkunst og grafik og andre dekorative anvendte kunstarter i Vesteuropa (Frankrig, Tyskland, Østrig, Italien, Grækenland, Flandern, Danmark, Spanien), Østen (Iran, Tyrkiet, Japan, Kina, Indien, Egypten, Mellemøsten) og Rusland tilgængelige på museet.
Sammen med tæpperne udstilles andre typer aserbajdsjans dekorative og anvendte kunst, så som forskellige teknikker til broderi, kunstnerisk metalarbejde, kunstneriske stoffer, udskæring i træ, smykkefremstilling osv. Guldtrådsbroderi af typen "gulabatin" er bredt spredt over hele Aserbajdsjan. Shamakhi, Shusha og Baku har traditionelt været centre for denne slags kunst. Rød og grøn fløjl var tidligere grundlag for broderier med guld- og sølvtråd. Hatte og såkaldte "arakhchins" blev pyntet med rosetter og medaljonger lavet af stiliserede kronblade og stjerner. "Arkhalig" og "kulaja" blev også broderet med guldtråde. Genstande af forskellig form, størrelse og formål broderet med guldtråde inklusive "arakhchins", sjaletter (små sjaler), sko, etuier til kamme og kosmetik, udstyr til at farve øjenbryn og øjenvipper, etuier til ure, penalhuse og mange andre ting vises på museet.

## Samlingen af antikken og middelalderkunst fra Aserbajdsjan
Denne samling inkluderer kunstværker fra antikken og middelalderen, inklusive figurer af fugle fra Manna, kvindelige figurer fra III-I århundreder f.Kr., forskellige gamle retter fra forskellige territorier i Aserbajdsjan, som er blevet fundet under udgravninger, en gravsten i form af hest og meget andet.

## Tæppesamlingen
Museet viser antikke tæpper fra Ganja, Karabakh, Qazakh, Quba og andre steder.

## Billedkunst
- Theotokos af Vladimir, sent 16. århundrede
- Vor Frue af Kazan, sent 17. århundrede
- Bernardino Luini - Skt. Catherine, 16. århundrede
- Andrea del Sarto - Madonna of the Harpies, 1517-1519
- Bartolomeo Schedoni - Johannes Døberen, 17. århundrede
- Francesco Solimena - Boreas bortførelse af Oreithyia, datter af Erechteus, 1729
- Guercino - Sovende Endymion, 17. århundrede
- Leandro Bassano - Portræt af en gammel kvinde
- Balthasar Beschey - Venera og Adonis
- Pieter Claesz - Still life
- Justus Sustermans - Portræt af F. Medici, 17. århundrede
- Michiel Jansz. van Mierevelt - Portræt af hertugen af Wallenstein, 17. århundrede
- Frans Hals - Portræt af en mand
- Jean-Joseph Benjamin-Constant - Portræt af kejserinde Alexandra Fyodrovna, 19. århundrede
- Friedrich August von Kaulbach - Portræt af storhertuginde Elisabeth Feodorovna, 19. århundrede
- Jean-Baptiste Greuze - Portræt af en ung kvinde, 18. århundrede
- Eduard Joseph d'Alton - Portræt af en kvinde, 19. århundrede
- Louis Hersent - Peter 1. af Rusland og Louis 15. af Frankrig
- Charles Le Brun - Forvisning af Iliadore
- Adriaen Brouwer - Scene hos en kirurg, 17. århundrede
- Johann Heinrich Roos - Flok, 1676
- Louis Victor Watelin - Landskab, 1873
- Gaspard Dughet - Landskab
- Ivan Aivazovsky - Vej i skoven, 1857
- Ivan Shishkin - Vej i skoven
- Jean-Honoré Fragonard - Pastorale
- Vasili Pukirev - Afbrudt bryllup
- Usta Gambar Karabakhi - Livets træ
- Mirza Kadym Irevani - Portræt af siddende kvinde, 1870